# Lista över Ungerns presidenter
Ungerns president är landets statschef.
Nedan följer en lista över Ungerns presidenter och riksföreståndare efter att den Habsburgska monarkin avskaffades 1918 fram till dags dato.

## Lista från 1918 till idag

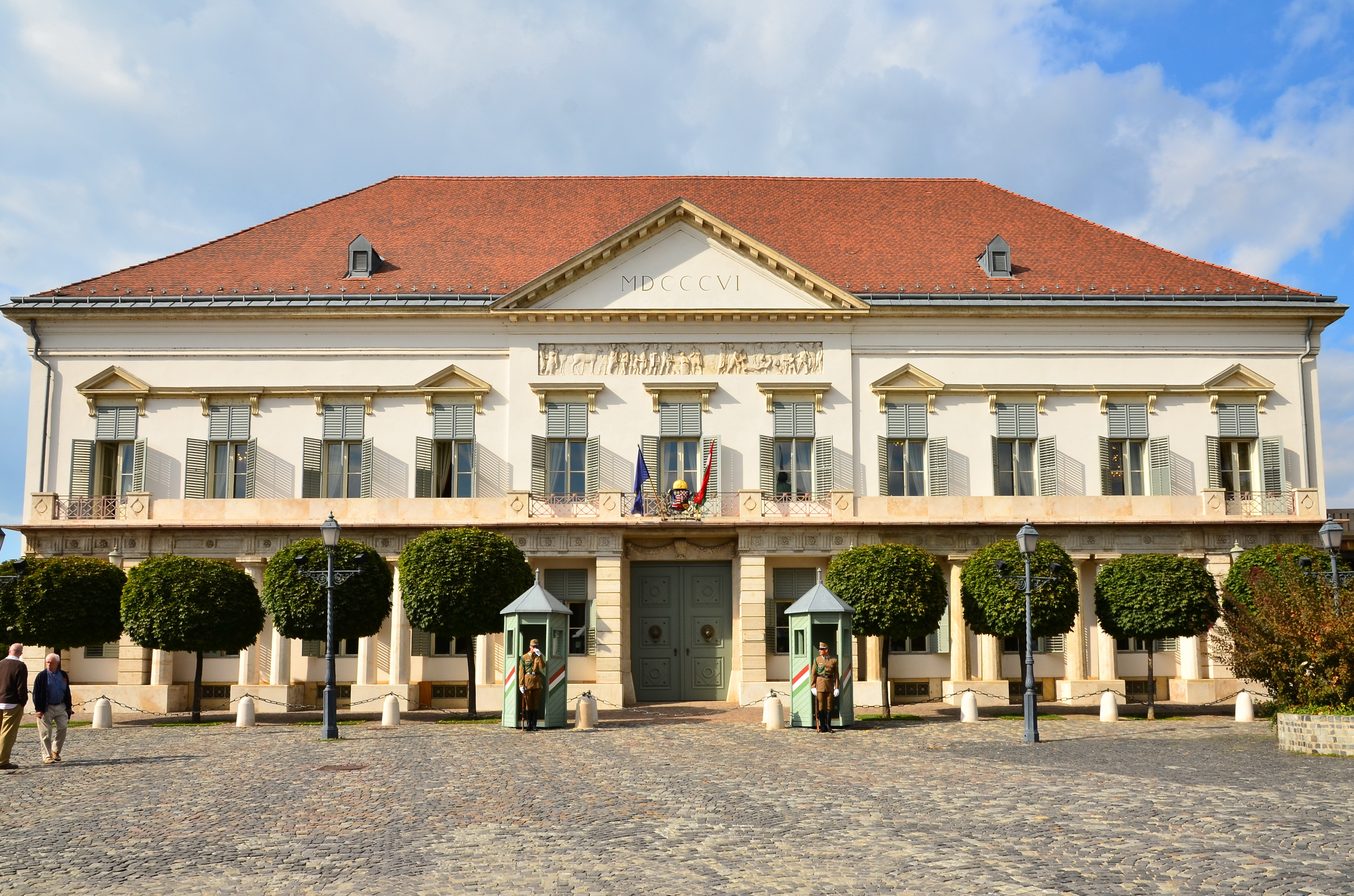
Sándorpalatsets sydöstra fasad.

### Ungerska första republikens presidenter, 1918–1919
| Porträtt | Namn                | Regeringstid | Levnadstid |
| -------- | ------------------- | ------------ | ---------- |
|          | Joseph av Österrike | 1918         | 1872–1962  |
|          | Mihály Károlyi      | 1918–1919    | 1875–1955  |
|          | Sándor Garbai       | 1919         | 1879–1947  |
|          | Joseph av Österrike | 1919         | 1872–1962  |

### Ungerska konungarikets statschefer, 1920–1945
| Porträtt | Namn           | Regeringstid | Levnadstid |
| -------- | -------------- | ------------ | ---------- |
|          | Miklós Horthy  | 1920–1944    | 1868–1957  |
|          | Ferenc Szálasi | 1944–1945    | 1897–1946  |

### Ungerska andra republikens presidenter, 1946–1949
| Porträtt | Namn            | Regeringstid | Levnadstid |
| -------- | --------------- | ------------ | ---------- |
|          | Zoltán Tildy    | 1946–1948    | 1889–1961  |
|          | Árpád Szakasits | 1948–1949    | 1888–1965  |

### Ungerska folkrepublikens presidenter, 1949–1989
| Porträtt | Namn            | Regeringstid | Levnadstid |
| -------- | --------------- | ------------ | ---------- |
|          | Árpád Szakasits | 1949–1950    | 1888–1965  |
|          | Sándor Rónai    | 1950–1952    | 1892–1965  |
|          | István Dobi     | 1952–1967    | 1898–1968  |
|          | Pál Losonczi    | 1967–1987    | 1919–2005  |
|          | Károly Németh   | 1987–1988    | 1922–2008  |
|          | Brunó Straub    | 1988–1989    | 1914–1996  |

### Ungerska tredje republikens presidenter, 1989–idag
| Nr | Porträtt | Namn Levnadstid         | Ämbetstid                       | Parti                       | Notering                                                         |
| -- | -------- | ----------------------- | ------------------------------- | --------------------------- | ---------------------------------------------------------------- |
| -  |          | Mátyás Szűrös (1933–)   | 23 oktober 1989 – 2 maj 1990    | Ungerns socialistiska parti | Provisoriskt vald president                                      |
| 1  |          | Árpád Göncz (1922–2015) | 2 maj 1990 – 4 augusti 2000     | Fria demokraternas allians  | Återvald 1995                                                    |
| 2  |          | Ferenc Mádl (1931–2011) | 4 augusti 2000 – 5 augusti 2005 | Partipolitiskt obunden      |                                                                  |
| 3  |          | László Sólyom (1942–)   | 5 augusti 2005 – 6 augusti 2010 | Partipolitisk obunden       |                                                                  |
| 4  |          | Pál Schmitt (1942-)     | 6 augusti 2010 – 2 april 2012   | Fidesz                      | Avgick från presidentposten efter en plagierad doktorsavhandling |
| -  |          | László Kövér (1959-)    | 2 april 2012 – 10 maj 2012      | Fidesz                      | Tillförordnad president                                          |
| 5  |          | János Áder (1959-)      | 10 maj 2012 – 10 maj 2022       | Fidesz                      | Återvald 2017                                                    |
| 6  |          | Katalin Novák (1977-)   | 10 maj 2022 - 26 februari 2024  | Fidesz                      | Ungerns första kvinnliga och yngsta president                    |
| -  |          | László Kövér (1959-)    | 26 februari 2024 – 5 mars 2024  | Fidesz                      | Tillförordnad president                                          |
| 7  |          | Tamás Sulyok (1956-)    | 5 mars 2024 –                   | Partipolitisk obunden       |                                                                  |